# QuikSCAT
O QuikSCAT (Quick Scatterometer em língua inglesa, significando Rápido Escaterômetro) é um satélite de observação e monitoração terrestre que fornece informações de velocidade e direção do vento nos oceanos para a National Oceanic and Atmospheric Administration (NOAA). Trata-se de uma missão de "rápida recuperação", de preencher o vazio criado pela perda de dados da NASA Scatterometer (NSCAT), que foi perdida em junho de 1997. O QuikSCAT orbita em torno da Terra numa órbita heliossíncrona baixa.
Construído em tempo recorde, em apenas 12 meses, o satélite de monitoramento oceânico foi lançado em 19 de junho de 1999, acoplado a um foguete Titan II, da Base da Força Aérea de Vandenberg, Califórnia. O satélite circula em torno da Terra a uma altitude de 800 km (500 mi) a cada 101, passando próximo à superfície terrestre nos pólos norte e sul. O instrumento escaterômetro que transporta é conhecido como Seawinds.
Devido ao fracasso de 2003 do satélite ADEOS II, que foi criado para suceder o NSCAT, o QuickSCAT é atualmente o único instrumento de propriedade dos Estados Unidos da América em órbita que mede a velocidade dos ventos de superfícies nos oceanos. A Agência Espacial Europeia tem os seus próprios escaterômetros em órbita, tais como o ERS-2.
No entanto, por causa do satélite estar agora funcionando com um transmissor de emergência e juntamente com outros problemas, o satélite pode falhar em qualquer momento, comprometendo as previsões meteorológicas de tempestades tropicais potencialmente perigosas.
No início de Junho de 2007, Bill Proenza, diretor do Centro Nacional de Furacões na Flórida, criticou os seus superiores hierárquicos na NOAA por não possuírem nenhum plano de emergência para substituir as informações fornecidas por este satélite.